# II-divisioona 2007
La II-divisioona 2007 è stata la 14ª edizione del campionato finlandese di football americano di terzo livello, organizzato dalla SAJL.

## Squadre partecipanti
| Club                   | Città     | Stadio | Sponsor ufficiale | Risultato nella stagione 2006 |
| ---------------------- | --------- | ------ | ----------------- | ----------------------------- |
| Helsinki Wolverines II | Helsinki  |        |                   |                               |
| Lahti Jets             | Lahti     |        |                   |                               |
| Lieto Oakmen           | Lieto     |        |                   |                               |
| Nokia Ghosthunters     | Nokia     |        |                   |                               |
| Oulu Northern Lights   | Oulu      |        |                   |                               |
| Seinäjoki Gators       | Seinäjoki |        |                   |                               |
| Sipoo Bulldogs         | Sipoo     |        |                   |                               |
| Vaasa Vikings          | Vaasa     |        |                   |                               |
| Vantaan TAFT           | Vantaa    |        |                   |                               |

## Stagione regolare

### Calendario

#### 1ª giornata
| Oulu 2 giugno 2007, ore 15:00 | Oulu Northern Lights | 47 – 0 | Seinäjoki Gators | Castrenin urheilukeskus |

| Lahti 2 giugno 2007, ore 15:00 | Lahti Jets | 0 – 30 | Sipoo Bulldogs | Radiomäki |

| Lieto 3 giugno 2007, ore 14:00 | Lieto Oakmen | 6 – 35 | Vantaan TAFT | Liedon urheilukenttä |

#### 2ª giornata
| Helsinki 8 giugno 2007, ore 19:00 | Helsinki Wolverines II | 0 – 12 | Lahti Jets | Myllypuron liikuntapuisto |

| Sipoo 9 giugno 2007, ore 14:00 | Sipoo Bulldogs | 53 – 0 | Lieto Oakmen | Söderkullan urheilukenttä |

| Nokia 9 giugno 2007, ore 17:00 | Nokia Ghosthunters | 0 – 45 | Oulu Northern Lights | Keskusurheilukenttä |

| Seinäjoki 10 giugno 2007, ore 13:00 | Seinäjoki Gators | 0 – 49 | Vaasa Vikings | Jouppilanvuoren tekonurmi |

#### 3ª giornata
| Vantaa 16 giugno 2007, ore 15:00 | Vantaan TAFT | 34 – 0 | Sipoo Bulldogs | Tikkurilan urheilupuisto |

| Nokia 16 giugno 2007, ore 17:00 | Nokia Ghosthunters | 0 – 52 | Vaasa Vikings | Keskusurheilukenttä |

| Helsinki 16 giugno 2007, ore 17:00 | Helsinki Wolverines II | 41 – 6 | Lieto Oakmen | Velodromo di Helsinki |

#### 4ª giornata
| 30 giugno 2007, ore 13:00 | Seinäjoki Gators | 26 – 22 | Nokia Ghosthunters |  |

| Sipoo 30 giugno 2007, ore 14:00 | Sipoo Bulldogs | 18 – 24 | Helsinki Wolverines II | Söderkullan urheilukenttä |

| Vantaa 30 giugno 2007, ore 14:00 | Vantaan TAFT | 44 – 0 | Lahti Jets | Tikkurilan urheilupuisto |

#### 5ª giornata
| Vantaa 7 luglio 2007, ore 14:00 | Vantaan TAFT | 18 – 24 | Helsinki Wolverines II | Tikkurilan urheilupuisto |

| Vaasa 8 luglio 2007, ore 14:00 | Vaasa Vikings | 7 – 20 | Oulu Northern Lights | Palosaaren kenttä |

| Lieto 8 luglio 2007, ore 14:00 | Lieto Oakmen | 6 – 0 | Lahti Jets | Liedon urheilukenttä |

#### 6ª giornata
| Vaasa 14 luglio 2007, ore 14:00 | Vaasa Vikings | 63 – 0 | Seinäjoki Gators | Palosaaren kenttä |

| Lahti 15 luglio 2007, ore 14:00 | Lahti Jets | 36 – 22 | Helsinki Wolverines II | Radiomäki |

| Lieto 15 luglio 2007, ore 14:00 | Lieto Oakmen | 17 – 6 | Sipoo Bulldogs | Liedon urheilukenttä |

| Oulu 15 luglio 2007, ore 15:00 | Oulu Northern Lights | 60 – 0 | Nokia Ghosthunters | Castrenin urheilukeskus |

#### 7ª giornata
| Sipoo 21 luglio 2007, ore 14:00 | Sipoo Bulldogs | 7 – 0 | Lahti Jets | Söderkullan urheilukenttä |

| Vantaa 21 luglio 2007, ore 15:00 | Vantaan TAFT | 45 – 0 | Lieto Oakmen | Tikkurilan urheilupuisto |

| 21 luglio 2007, ore 16:00 | Seinäjoki Gators | 7 – 55 | Oulu Northern Lights |  |

#### 8ª giornata
| Lahti 28 luglio 2007, ore 14:00 | Lahti Jets | 12 – 21 | Vantaan TAFT | Radiomäki |

| Helsinki 28 luglio 2007, ore 17:00 | Helsinki Wolverines II | 0 – 39 | Sipoo Bulldogs | Velodromo di Helsinki |

| Nokia 29 luglio 2007, ore 13:00 | Nokia Ghosthunters | 32 – 0 | Seinäjoki Gators | Keskusurheilukenttä |

#### 9ª giornata
| Vaasa 4 agosto 2007, ore 14:00 | Vaasa Vikings | 35 – 0 | Nokia Ghosthunters | Palosaaren kenttä |

| Sipoo 4 agosto 2007, ore 14:00 | Sipoo Bulldogs | 2 – 19 | Vantaan TAFT | Söderkullan urheilukenttä |

| Lieto 5 agosto 2007, ore 14:00 | Lieto Oakmen | 9 – 37 | Helsinki Wolverines II | Liedon urheilukenttä |

#### 10ª giornata
| Helsinki 10 agosto 2007, ore 18:30 | Helsinki Wolverines II | 14 – 27 | Vantaan TAFT | Myllypuron liikuntapuisto |

| Lahti 11 agosto 2007, ore 15:00 | Lahti Jets | 28 – 7 | Lieto Oakmen | Radiomäki |

| Oulu 12 agosto 2007, ore 15:00 | Oulu Northern Lights | 26 – 12 | Vaasa Vikings | Castrenin urheilukeskus |

### Classifiche
Le classifiche della regular season sono le seguenti:
- PCT = percentuale di vittorie, G = partite giocate, V = partite vinte,  P = partite perse, PF = punti fatti, PS = punti subiti

#### Girone 1
| Pos. | Squadra              | PCT   | G | V | N | P | PF  | PS  |
| ---- | -------------------- | ----- | - | - | - | - | --- | --- |
| 1    | Oulu Northern Lights | 1.000 | 6 | 6 | 0 | 0 | 253 | 26  |
| 2    | Vaasa Vikings        | .667  | 6 | 4 | 0 | 2 | 218 | 46  |
| 3    | Nokia Ghosthunters   | .167  | 6 | 1 | 0 | 5 | 54  | 218 |
| 4    | Seinäjoki Gators     | .167  | 6 | 1 | 0 | 5 | 33  | 268 |

#### Girone 2
| Pos. | Squadra                | PCT  | G | V | N | P | PF  | PS  |
| ---- | ---------------------- | ---- | - | - | - | - | --- | --- |
| 1    | Vantaan TAFT           | .875 | 8 | 7 | 0 | 1 | 243 | 58  |
| 2    | Sipoo Bulldogs         | .625 | 8 | 5 | 0 | 3 | 158 | 70  |
| 3    | Lahti Jets             | .375 | 8 | 3 | 0 | 5 | 88  | 137 |
| 4    | Helsinki Wolverines II | .375 | 8 | 3 | 0 | 5 | 138 | 168 |
| 5    | Lieto Oakmen           | .250 | 8 | 2 | 0 | 6 | 51  | 245 |

## Playoff

### Tabellone
|  | Wild Card | Wild Card          | Wild Card    |                |     | Semifinali           | Semifinali           | Semifinali |  |  | XIV Finale | XIV Finale | XIV Finale |  |
|  |           |                    |              |                |     |                      |                      |            |  |  |            |            |            |  |
|  |           |                    |              |                |     | 1-1                  | Oulu Northern Lights | 48         |  |  |            |            |            |  |
|  |           |                    |              |                |     | 1-1                  | Oulu Northern Lights | 48         |  |  |            |            |            |  |
|  |           |                    | 2-2          | Sipoo Bulldogs | 0   |                      |                      |            |  |  |            |            |            |  |
|  | 2-2       | Sipoo Bulldogs     | 2-2          | Sipoo Bulldogs | 0   | 13                   |                      |            |  |  |            |            |            |  |
|  | 2-2       | Sipoo Bulldogs     |              |                |     |                      |                      |            |  |  |            |            |            |  |
|  | 3-1       | Nokia Ghosthunters | 2            |                |     |                      |                      |            |  |  |            |            |            |  |
|  | 3-1       | Nokia Ghosthunters | 2            |                | 1-1 | Oulu Northern Lights | 35                   |            |  |  |            |            |            |  |
|  |           |                    |              |                |     |                      |                      |            |  |  |            |            |            |  |
|  |           |                    | 2-1          | Vaasa Vikings  | 27  |                      |                      |            |  |  |            |            |            |  |
|  |           |                    |              | Vaasa Vikings  | 27  |                      |                      |            |  |  |            |            |            |  |
|  |           |                    |              |                |     |                      |                      |            |  |  |            |            |            |  |
|  |           |                    |              |                |     |                      |                      |            |  |  |            |            |            |  |
|  |           | 1-2                | Vantaan TAFT | 0              |     |                      |                      |            |  |  |            |            |            |  |
|  |           |                    |              | 0              |     |                      |                      |            |  |  |            |            |            |  |
|  |           |                    | 2-1          | Vaasa Vikings  | 42  |                      |                      |            |  |  |            |            |            |  |
|  | 2-1       | Vaasa Vikings      | 2-1          | Vaasa Vikings  | 42  | 82                   |                      |            |  |  |            |            |            |  |
|  | 2-1       | Vaasa Vikings      |              |                |     |                      |                      |            |  |  |            |            |            |  |
|  | 3-2       | Lahti Jets         | 0            |                |     |                      |                      |            |  |  |            |            |            |  |

### Wild Card
| Sipoo 18 agosto 2007, ore 14:00 | Sipoo Bulldogs | 13 – 2 | Nokia Ghosthunters | Nikkilän keskusurheilukenttä |

| Vaasa 19 agosto 2007, ore 14:00 | Vaasa Vikings | 82 – 0 | Lahti Jets | Palosaaren kenttä |

### Semifinali
| Vantaa 25 agosto 2007, ore 12:00 | Vantaan TAFT | 0 – 42 | Vaasa Vikings | Tikkurilan urheilupuisto |

| Oulu 26 agosto 2007, ore 13:00 | Oulu Northern Lights | 48 – 0 | Sipoo Bulldogs | Castrenin urheilukeskus |

### XIV Finale
| Oulu 2 settembre 2007, ore 13:00 | Oulu Northern Lights | 35 – 27 | Vaasa Vikings | Castrenin urheilukeskus |

## Verdetti
- Oulu Northern Lights Vincitori della II-divisioona 2007